# Fernando Tamagnini de Abreu e Silva
Fernando Tamagnini de Abreu e Silva (Tomar, 13 maggio 1856 – Lisbona, 24 novembre 1924) è stato un generale portoghese.

## Biografia
De Abreu nasce il 13 maggio 1856 a Tomar in Portogallo.
Nel 1873 parte come volontario nel secondo reggimento di cavalleria. Nel 1891 assume la carica di direttore della Scuola Reggimentale e due anni più tardi entra a far parte Guardie Comunali di Lisbona. Nel 1913, ha frequentato l'Escola de Repetição e l'anno successivo fa parte dello Stato Maggiore dell'esercito. Nel 1915, viene nominato comandante della brigata di cavalleria.
Dopo la sua promozione a generale è stato scelto per dirigere la Divisione di istruzioni mobilizzata a Tancos e in seguito al comandante della Corpo Expedicionário Português.
Il CEP, composto da circa 55 000 uomini fu inviato a combattere nelle Fiandre nella prima guerra mondiale, che fa parte del l'esercito inglese. Dopo la sconfitta della CEP nella Quarta battaglia di Ypres, il 9 aprile 1918, è stato sostituito il 25 agosto, al comando del corpo dal generale Tomás António Garcia Rosado.
In seguito divenne anche comandante della 5ª Divisione d'Armata e Presidente della Corte Suprema di Giustizia Militare.
Muore il 24 novembre 1924 a Lisbona.